# Chickasha
Chickasha is een plaats (city) in de Amerikaanse staat Oklahoma, en valt bestuurlijk gezien onder Grady County.

## Demografie
Bij de volkstelling in 2000 werd het aantal inwoners vastgesteld op 15.850.
In 2006 is het aantal inwoners door het United States Census Bureau geschat op 17.163, een stijging van 1313 (8,3%).

## Geografie
Volgens het United States Census Bureau beslaat de plaats een oppervlakte van
46,9 km², waarvan 46,8 km² land en 0,1 km² water. Chickasha ligt op ongeveer 333 m boven zeeniveau.

## Geboren
- Buzz Barton (1916-2002), autocoureur
- Orville Moody (1933-2008), sergeant en golfprofessional
- Cleavon Little (1939-1992), acteur
- Lee Pace (1979), acteur
- Robert Streb (1987), golfprofessional

## Plaatsen in de nabije omgeving
De onderstaande figuur toont nabijgelegen plaatsen in een straal van 20 km rond Chickasha.